# 1211
Високе Середньовіччя  •  Золота доба ісламу  •  Реконкіста  •  Хрестові походи  •  Київська Русь

## Геополітична ситуація
Візантійська імперія розпалася на кілька держав. Оттон IV є імператором Священної Римської імперії (до 1218), а Фрідріх II — королем Німеччини. Філіп II Август править у Франції (до 1223).
Апеннінський півострів розділений: північ належить Священній Римській імперії, середню частину займає Папська область, більша частина півдня належить Сицилійському королівству. Деякі міста півночі: Венеція, Піза, Генуя тощо, мають статус міст-республік, частина з яких об'єднана Ломбардською лігою.
Південь Піренейського півострова в руках у маврів. Північну частину півострова займають християнські Кастилія, Леон (Астурія, Галісія), Наварра, Арагонське королівство (Арагон, Барселона) та Португалія. Іоанн Безземельний є королем Англії (до 1216), а королем Данії — Вальдемар II (до 1241).
У Києві княжить Всеволод Чермний (до 1212), у Галичі — малолітній Данило Галицький, Всеволод Велике Гніздо — у Володимирі-на-Клязмі (до 1212). Новгородська республіка та Володимиро-Суздальське князівство фактично відокремилися від Русі. У Польщі період роздробленості. На чолі королівства Угорщина стоїть Андраш II (до 1235).
В Єгипті, Сирії та Палестині править династія Аюбідів, невеликі території на Близькому Сході утримують хрестоносці. У Магрибі панують Альмохади. Сельджуки окупували Малу Азію. Хорезм став наймогутнішою державою Середньої Азії, а Делійський султанат — Північної Індії. Чингісхан розпочав свої завоювання. У Китаї співіснують держава ханців, де править династія Сун, держава чжурчженів, де править династія Цзінь, та держава тангутів Західна Ся. На півдні Індії домінує Чола. В Японії триває період Камакура.

## Події
- У Галичі сини Ігоря Святославича винищили боярську верхівку. Володислав Кормильчич звернувся за допомогою до угорського короля Андраша II. Угорці захопили Галич і посадили на престол малолітнього Данила Романовича.
- Розпочалося будівництво Домського собору в Ризі.
- Ватажок естів Лембіту знищив гарнізон місіонерів й напав на Псков.
- На рейхстазі в Нюрнберзі німецька знать обрала новим римським королем Фрідріха II з родини Гогенштауфенів. Імператор Оттон IV поквапився повернутися з півдня Італії в Німеччину.
- На півдні Франції триває Альбігойська війна. Наступ хрестоносців призупинився, їм не вдалося взяти Тулузу.
- Почалася відбудова знищеного пожежею Реймського собору.
- Почалося вторгнення монголів у землі держави чжурчженів Цзінь. Монголи здебільшого спустошують сільську місцевість, вони ще не мають машин для облоги міст.
- Правителем Делійського султанату став Ілтутмиш.